# 克氏無臂鰨
克氏無臂鰨為輻鰭魚綱鰈形目鰨亞目無臂鰨科的其中一種，為熱帶魚類，分布於中太平洋東部哥斯大黎加至厄瓜多海域，棲息深度14-40公尺，體長可達23公分，棲息在沙泥底質底層水域，生活習性不明，可做為食用魚。

## 扩展阅读
維基物種上的相關：克氏無臂鰨